# Phalacrocorax georgianus
Phalacrocorax georgianus là một loài chim trong họ Phalacrocoracidae.